# Cuve de réacteur
Pour les articles homonymes, voir Cuve et Réacteur.

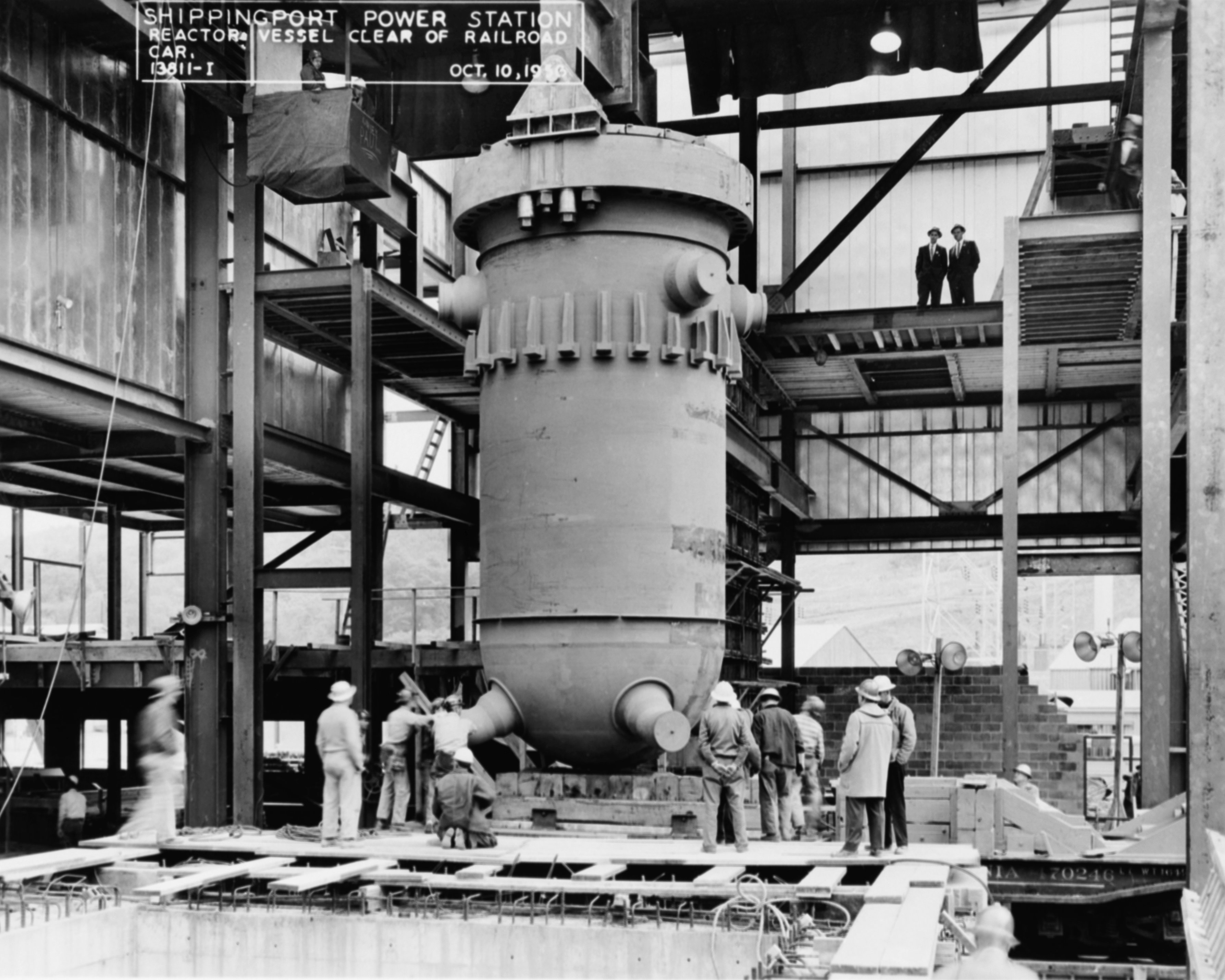
La cuve du réacteur utilisée dans la première centrale nucléaire commerciale américaine, la centrale atomique de Shippingport. Photo de 1956.

La cuve est, dans un réacteur nucléaire, l'enceinte dans laquelle se produit la fission nucléaire. Elle confine la radioactivité tout en permettant l'évacuation de la chaleur par un fluide, gazeux ou liquide.
Suivant la technologie du réacteur, la cuve peut être à haute pression (comme dans les réacteurs à eau pressurisée), moyenne pression (réacteur à eau bouillante) ou basse pression (réacteur refroidi au sodium), voire ne pas exister du tout et être remplacée par un caisson étanche comme dans les réacteurs à tubes de force ou les réacteurs graphite gaz.
La cuve consiste généralement en une enceinte en acier de grande taille contenant le cœur du réacteur, avec les ouvertures nécessaires à la gestion du combustible et à l'évacuation de la chaleur. Elle peut éventuellement contenir d'autres éléments, comme des pompes ou un générateur de vapeur. Il s'agit d'un élément critique pour la sécurité nucléaire, coûteux et difficilement remplaçable.

## Types de cuves de réacteur
|                                  | Cuve haute pression (>100 bar) | Cuve haute pression (>100 bar) | Cuve haute pression (>100 bar) | Cuve moyenne pression (10 à 100 bar)       | Cuve basse pression (<10 bar) | Cuve basse pression (<10 bar)        |
| Réacteur à eau pressurisée       | Réacteur à eau pressurisée     | Réacteur à eau pressurisée     | Réacteur à eau bouillante      | Réacteur rapide refroidi au sodium         | Réacteur refroidi au gaz      |                                      |
| REP 900 MWe                      | EPR                            | K15                            | Réacteur ABWR                  | Superphénix                                | Magnox (Calder Hall)          |                                      |
| -------------------------------- | ------------------------------ | ------------------------------ | ------------------------------ | ------------------------------------------ | ----------------------------- | ------------------------------------ |
| Puissance thermique (MW)         | 2 785                          | 4 324                          | 25                             | 3 926                                      | 3 000                         | 182                                  |
| Poids cuve et couvercle (tonnes) | 332                            | 520                            | N.C.                           | 890                                        | 710,                          | 220 (est.)                           |
| Dimensions Ø x h (m)             | 4,0 x 13,2                     | 4,9 x 13,1                     | 3 x 5 (env.)                   | 7,2 x 22                                   | 21 x 23 (env.)                | 11,28 x 21,3                         |
| Épaisseur (mm)                   | 200                            | 250                            | N.C.                           | 170                                        | 25 à 60                       | 51                                   |
| Matière                          | 16MND5                         | 16MND5                         | N.C.                           | Acier faiblement allié et acier inoxydable | 316L SPH                      | Acier au carbone calmé à l'aluminium |

## Cuve d'un réacteur à eau sous pression

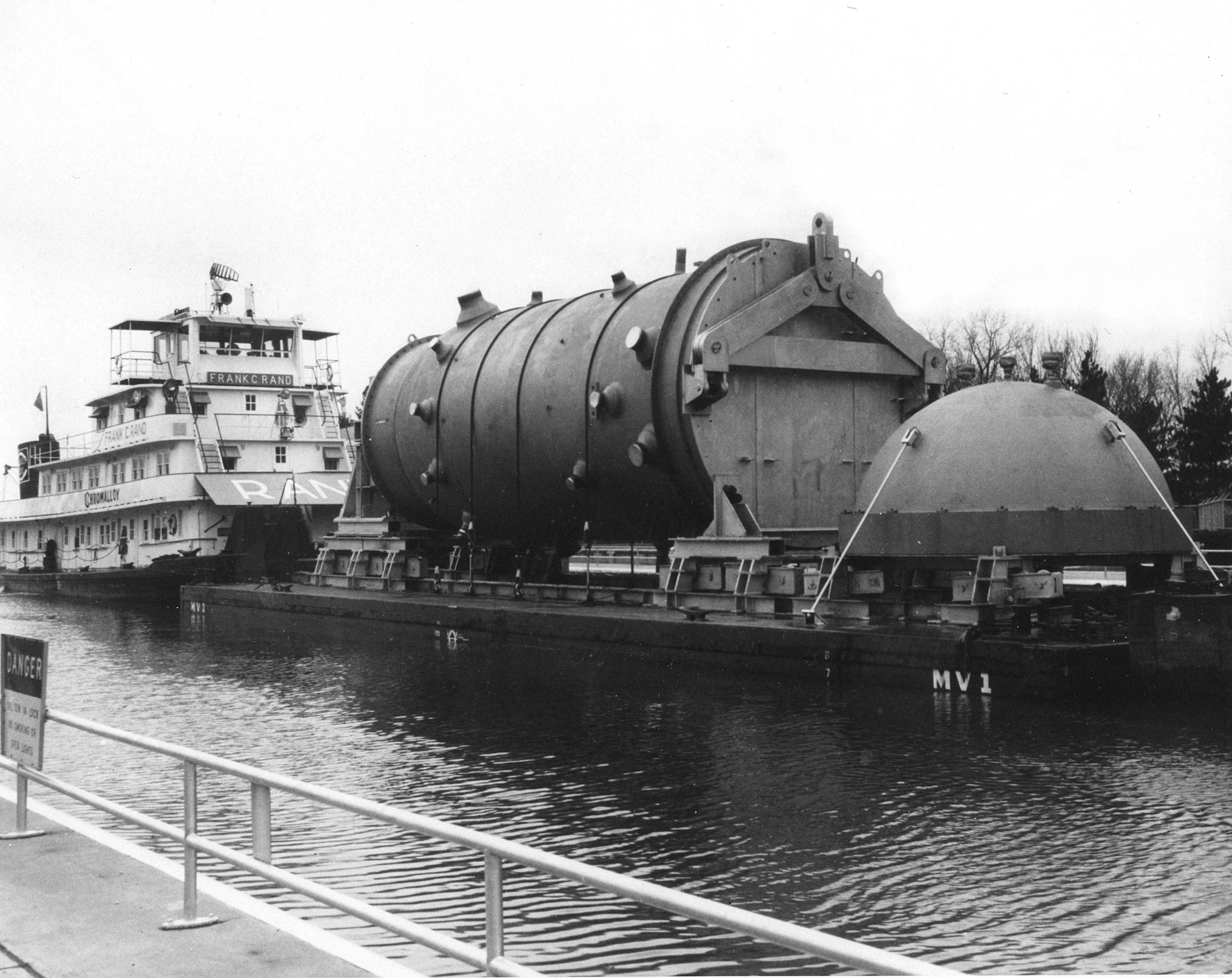
Un corps de cuve de réacteur et un couvercle de cuve expédiés à la centrale électrique de Dresde.

### Corps de cuve
Le corps de la cuve du réacteur est le composant le plus volumineux et est conçu pour contenir le cœur combustible, et le liquide de refroidissement. Il est généralement de forme cylindrique et est ouvert vers le haut pour permettre le chargement des assemblages combustibles.
Dans certaines conceptions dites « compactes », les pompes primaires ainsi que le générateur de vapeur sont intégrées à la cuve ; c'est le cas des réacteurs K48 et K15 destinés à la propulsion des sous-marins français après 1974, qui sont basés sur le modèle de chaufferie avancée prototype.

### Couvercle de cuve

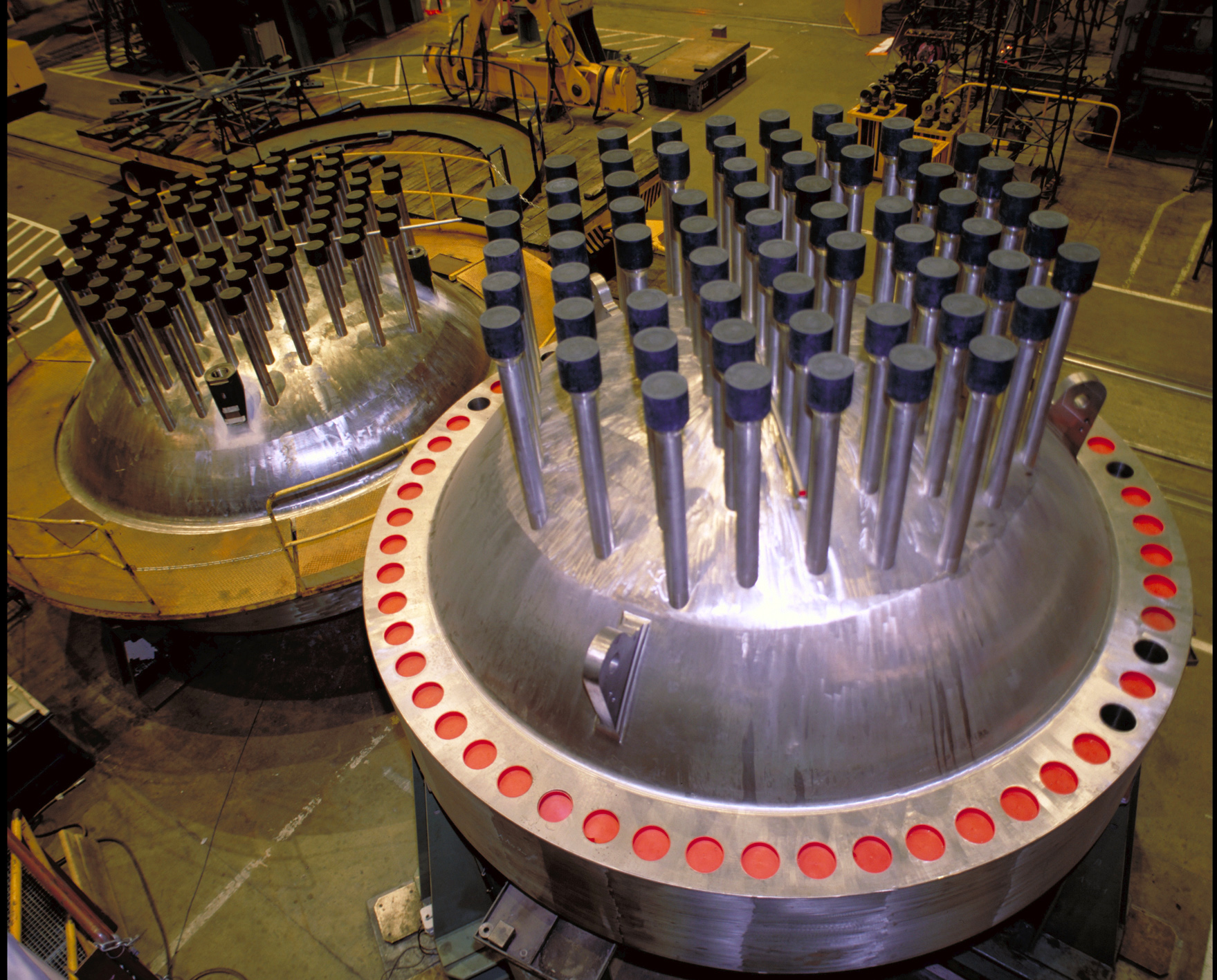
Couvercle de cuve de réacteur pour un réacteur à eau sous pression.

Cette structure est fixée au sommet du corps de la cuve du réacteur. Il contient des pénétrations permettant au mécanisme d'entraînement des barres de contrôle de se fixer aux barres de l'assemblage combustible. La sonde de mesure du niveau du liquide de refroidissement pénètre également dans la cuve par ce couvercle.
Dans les conceptions de type réacteur à eau bouillante ou « compactes » intégrant le générateur de vapeur, les tuyauterie vapeur et eau sont raccordées au couvercle.

### Assemblages combustibles
Les assemblage de combustible nucléaire sont généralement constitué d'uranium ou de mélanges uranium-plutonium. Il s’agit généralement de blocs parallélépipédiques grillagées qui maintiennent ensemble les crayons combustible et disposent de réservations destinées au passage des barres de contrôle de la réactivité.

### Réflecteur ou absorbeur de neutrons
La protection de l'intérieur de la cuve contre les neutrons est assurée par un blindage cylindrique enroulé autour de l'assemblage combustible[Information douteuse]. Les réflecteurs renvoient les neutrons dans l’assemblage combustible pour utiliser le combustible au maximum. L’objectif principal est de protéger le récipient contre les dommages induits par les neutrons rapides qui peuvent l’endommager et réduire sa durée de vie.

### Matériaux
Le réacteur à eau sous pression est particulier au sens que sa cuve subit une irradiation neutronique importante (appelée fluence) pendant son fonctionnement et peut s’endommager au fil des son utilisation. Les cuves des réacteurs à eau bouillante sont mieux protégés du bombardement de neutrons et, bien que plus coûteux à fabriquer au départ en raison de leur taille, ils présentent l'avantage de ne pas nécessiter de recuit pour prolonger leur durée de vie.
Le recuit des cuves de réacteurs à eau sous pression pour prolonger leur durée de vie est une technologie complexe et de grande valeur, activement développée par les fournisseurs de services nucléaires (ex: AREVA) et les exploitants de réacteurs à eau sous pression.
Les matériaux utilisés doivent être capables de contenir le cœur du réacteur à des températures et des pressions élevées,. Les matériaux utilisés dans la coque cylindrique des récipients ont évolué au fil du temps, mais ils sont généralement constitués d'acier revêtu de 3 à 10 mm d' acier inoxydable austénitique. Ce revêtement est principalement utilisé dans les endroits qui entrent en contact avec le liquide de refroidissement afin de minimiser la corrosion. D'autres alliages d'acier courants comprennent comme principaux éléments des alliages de nickel, de manganèse, de molybdène et de silicium. Les aciers ferritiques NiMoMn faiblement alliés sont aussi intéressants en raison de leur conductivité thermique élevée et de leur faible dilatation thermique, propriétés qui les rendent résistants aux chocs thermiques. Toutefois, lorsque l’on considère les propriétés de ces aciers, il faut prendre en compte la réponse qu’ils auront aux dommages causés par les radiations. En raison des conditions difficiles, le matériau de la partie cylindrique de la cuve est souvent le composant limitant la durée de vie d'un réacteur nucléaire. Comprendre les effets des rayonnements sur la microstructure, en plus des propriétés physiques et mécaniques, permettra aux scientifiques de concevoir des alliages plus résistants aux dommages causés par les rayonnements.
En 2018, Rosatom a annoncé avoir développé une technique de recuit thermique pour les éacteurs VVER qui améliore les dommages causés par les radiations et prolonge la durée de vie de 15 à 30 ans. Cela a été démontré sur l'unité 1 de la centrale nucléaire de Balakovo.

## Fabricants
En raison des exigences extrêmes nécessaires à la construction des cuves de réacteur et du marché limité, il n'existe qu'une poignée de fabricants dans le monde, notamment :
- Les premières industries lourdes de Chine[13], Erzhong Group, Harbin Electric et Shanghai Electric .
- Framatome français[14] (ex- Areva )[15]
- La filiale du conglomérat indien Larsen & Toubro, L&T Special Steels and Heavy Forgings Limited, en partenariat avec le Bhabha Atomic Research Centre et NPCIL[16],[12],[17],[18],[19]
- Japan Steel Works et IHI Corporation (en coentreprise avec Toshiba, anciennement)[20],[21]
- Les sociétés russes United Heavy Machinery (OMZ-Izhora), ZiO-Podolsk et AEM-Atommash Volgodonsk .
- Le groupe sud-coréen Doosan .
- Royaume-Uni : Rolls-Royce plc produit des réacteurs pour les sous-marins de la Royal Navy.